# Gorojovets
Gorojovets (del ruso: Гороховéц) es una ciudad de la óblast de Vladímir, en Rusia, centro administrativo del raión de Gorojovets. Está situada en la ruta de Moscú a Nizhni Nóvgorod, 142 km al este de Vladímir. Es un puerto fluvial sobre el río Kliazma. Contaba con 13.099 habitantes en 2010.

## Toponimia
El nombre de la ciudad proviene de la palabra rusa goroj (горох), literalmente guisante, que figura en el escudo de la ciudad.

## Historia
Antes de la llegada de los eslavos orientales, la región estaba habitada por los meria, pueblo de origen finoúgrio. Gorojovets es mencionada por primera vez en una crónica de 1239, evocando su saqueo por los mongoles. Es probable que en los decenios precedentes existiera una fortaleza de importancia menor en ese emplazamiento. En 1539, los tártaros de Kazán estuvieron a punto de incendiarla pero tuvieron que retroceder (según los relatos) a la vista de un fantasma bajo el aspecto de un caballero gigantesco armado con una espada. El monte donde tuvo lugar la aparición fue renombrado como Puzhálovo, es decir, "el espeluznante".
Gorojovets conoció una edad de oro en el siglo XVII, a raíz de que se convirtiera en centro de comercio de una vasta zona, que comprende hoy las óblasts de Ivánovo y Vladímir. Por iniciativa de los comerciantes locales se construyeron varias iglesias y monasterios. Los campanarios del siglo XVII de Gorojovets son particularmente remarcables.
El personaje de la serie de TV soviética Diecisiete instantes de una primavera, Stirlitz, un espía soviético en la Alemania Nazi, interpretado Viacheslav Tíjonov, nació en Gorojovets.

## Galería

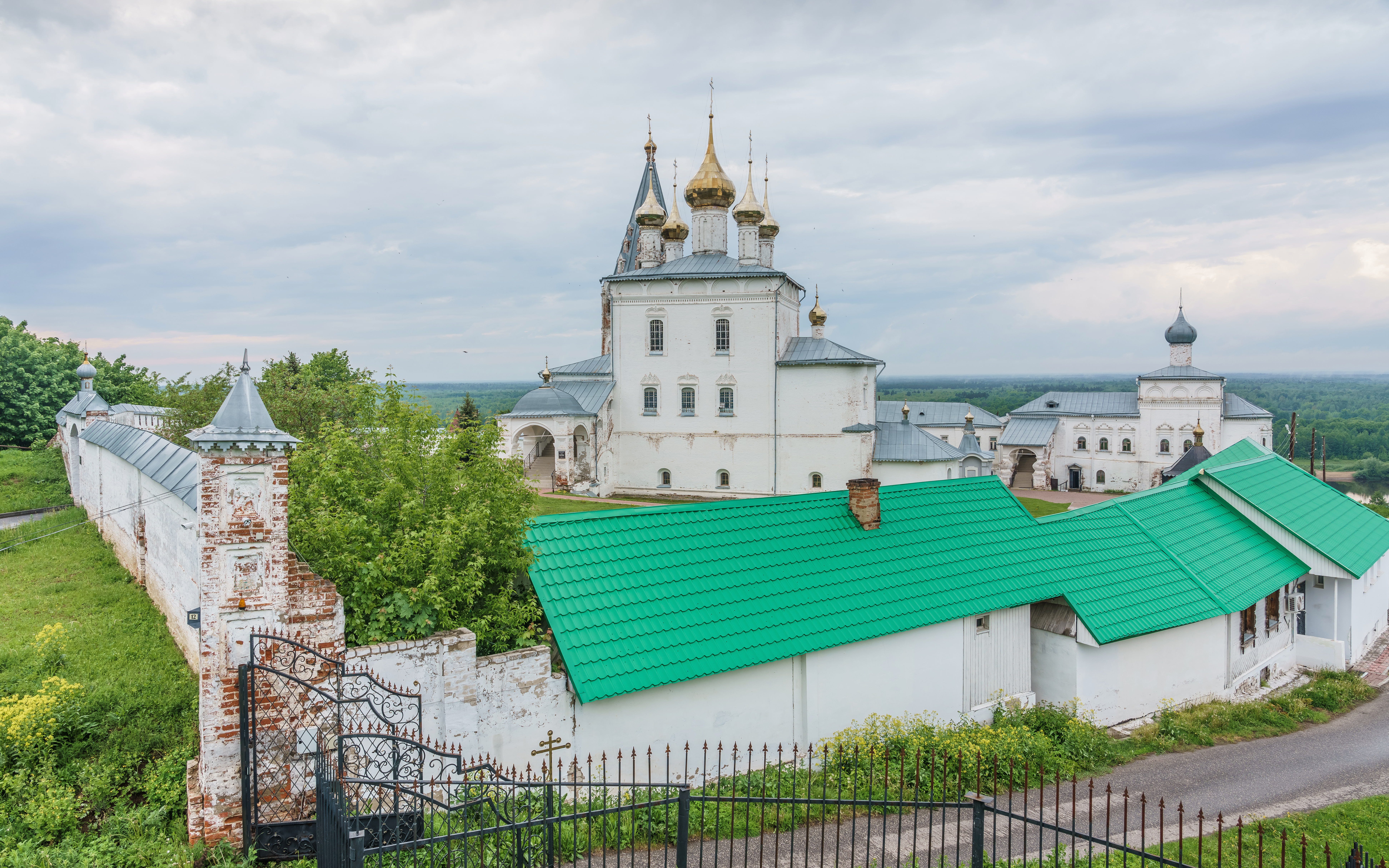
Monasterio Nikolski.
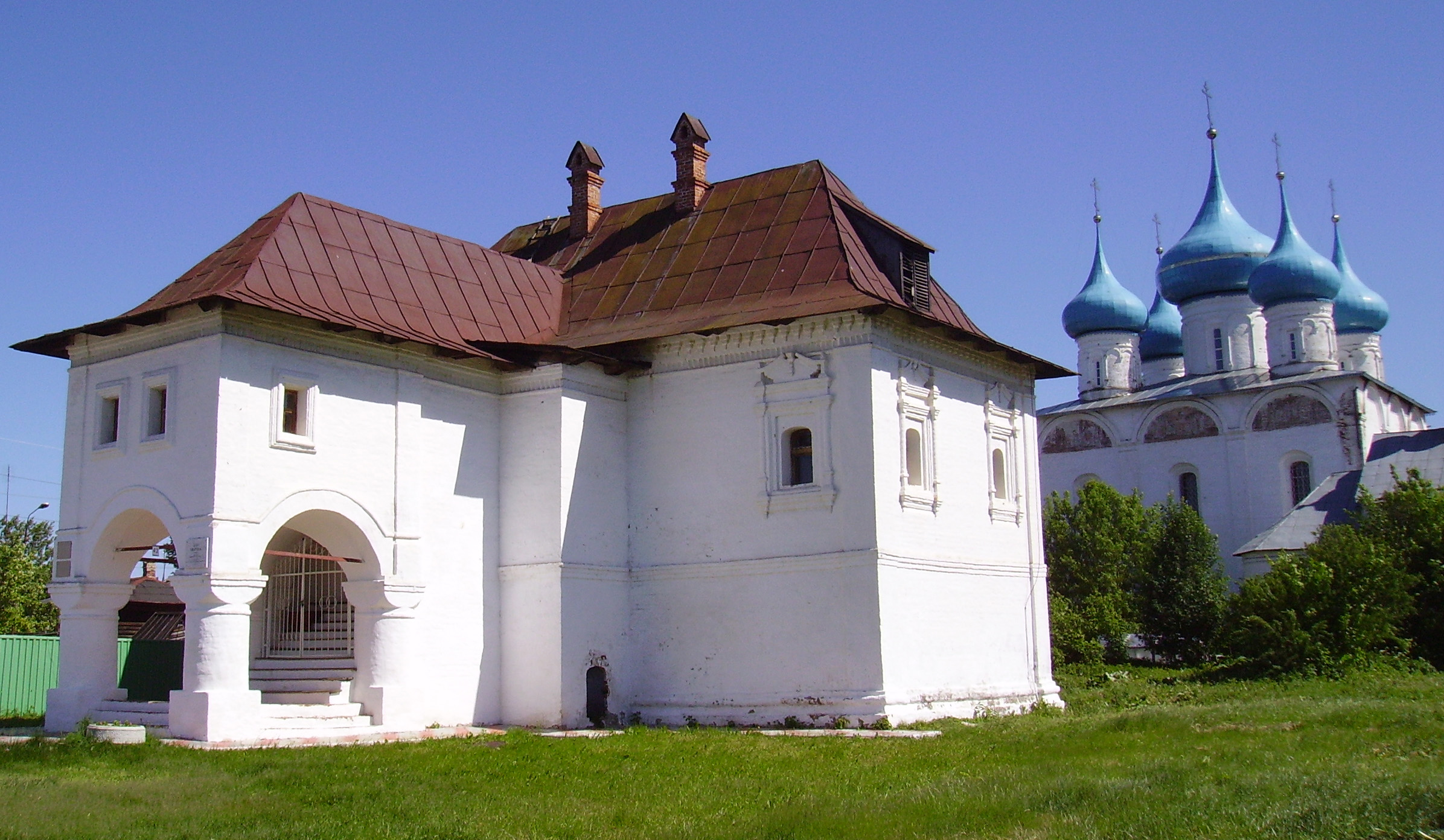
Casa Oparin e iglesia Blagovéschenski.
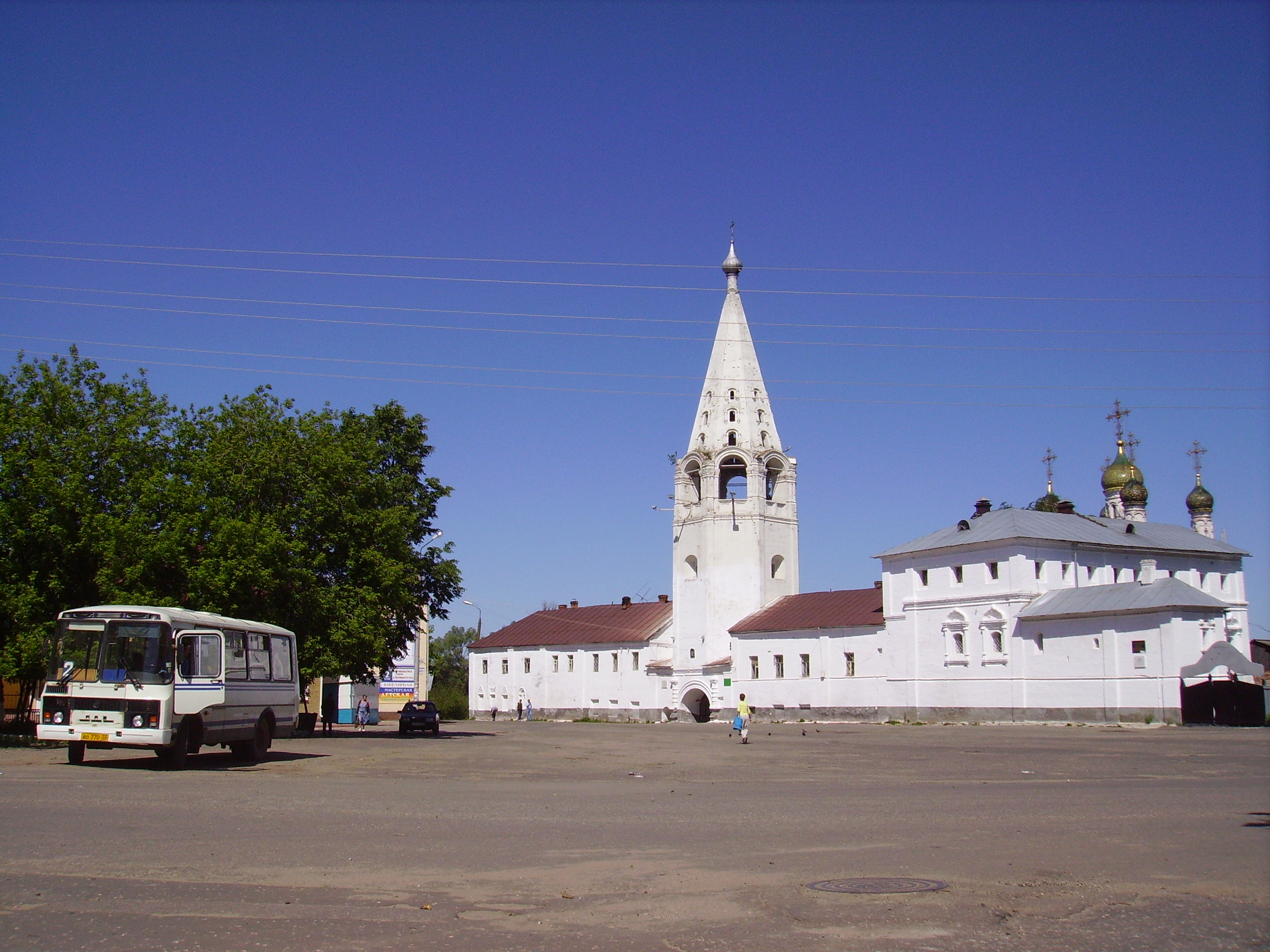
Monasterio Srétenski.
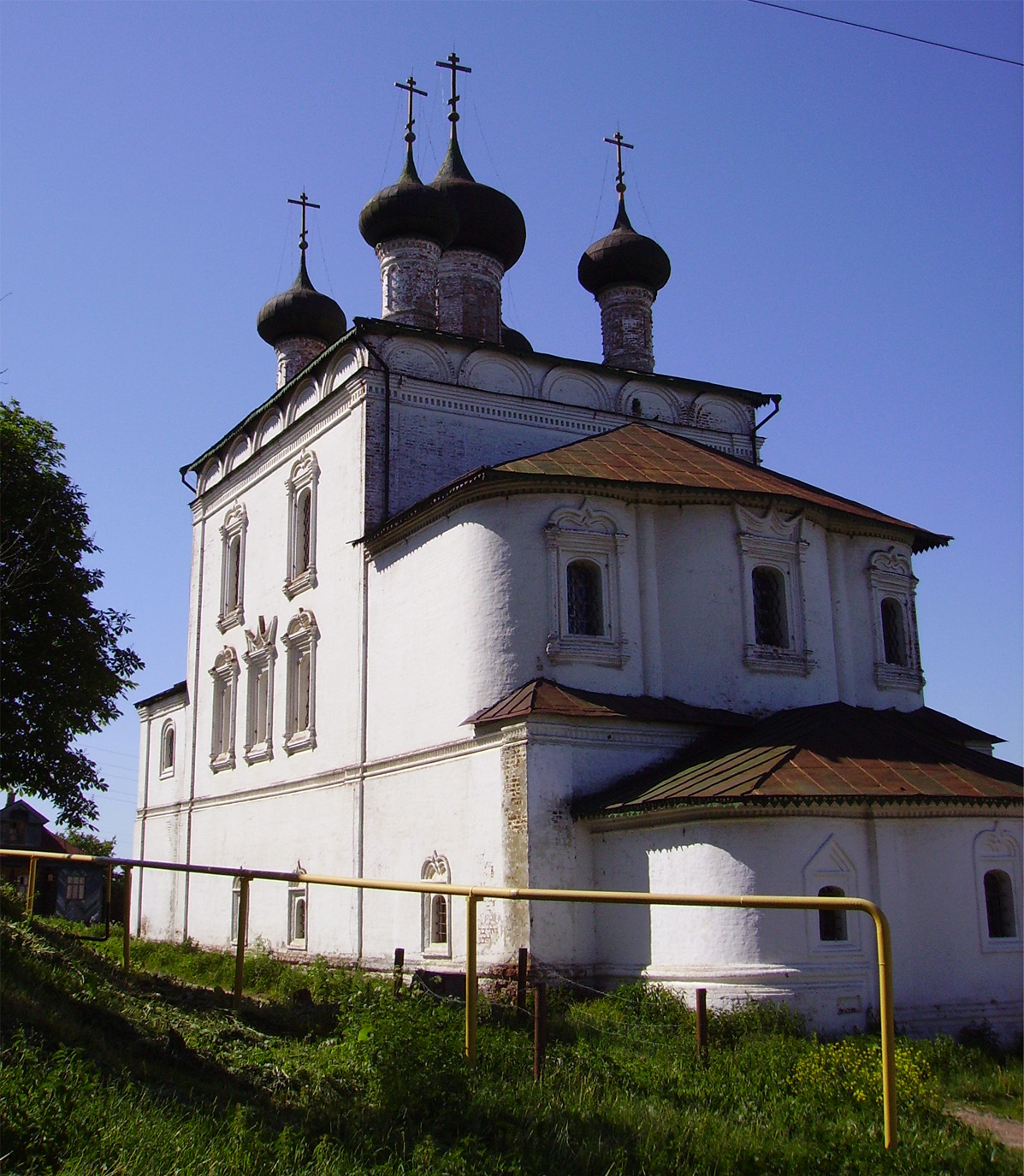
Iglesia Voskresénskaya.

## Demografía
| 1897  | 1939  | 1959  | 1970   | 1979   | 1989   | 1992   | 2002   | 2008   |
| ----- | ----- | ----- | ------ | ------ | ------ | ------ | ------ | ------ |
| 2 800 | 5 800 | 9 900 | 14 000 | 14 900 | 15 783 | 16 600 | 14 524 | 13 443 |

## Cultura y lugares de interés
Debido a que el ímpetu económico de finales del siglo XIX y la industrialización del periodo soviético tuvieron pocos efectos en la ciudad, el paisaje de la ciudad vieja se ha preservado.
Los monumentos históricos arquitectónicos más importantes de la ciudad son el monasterio de San Nicolás (1643) (Никольский монастырь), la Iglesia de la Trinidad y de San Nicolás (Троице-Никольская церковь) de entre 1681 y 1686, la iglesia de la Resurrección (Воскресенская церковь) del último cuarto del siglo XVII, la catedral Blagovéschenskaya de 1700 así como monasterio Srétenski y la iglesia del mismo nombre de 1689. De la segunda mitad del siglo XVII se conservan también una veintena de casas de piedra de hombres de negocios.
La ciudad cuenta con un museo arquitectónico e histórico así como uno natural.

## Industria y transporte
En Gorojovets existe una fábrica de aparejos, un astillero así como industrias dedicadas a la agroalimentación. El turismo desempeña un considerable papel en la ciudad, perteneciente al Anillo de Oro de Rusia.
La estación de la ciudad está a doce kilómetros, cerca del pueblo Velikovo en el ferrocarril abierto en 1862 Moscú–Nizhni Nóvgorod (kilómetro 363), por el que pasan gran parte de los trenes del ferrocarril Transiberiano que parten del oeste de Moscú.
Por Gorojovets pasa la carretera nacional M7 Moscú-Nizhni Nóvgorod-Kazán-Ufá (parte de la ruta europea 22).